# Recursos zoogenéticos para la alimentación y la agricultura
Los recursos zoogenéticos para la alimentación y la agricultura (AnGR) son un subconjunto de recursos genéticos (definidos por el Convenio sobre la Diversidad Biológica como "material genético de valor real o potencial" ) y un elemento específico de la biodiversidad agrícola. El término recursos zoogenéticos se refiere específicamente a los recursos genéticos de especies de aves y mamíferos, que se utilizan con fines alimentarios y agrícolas. Otros términos que se refieren a los AnGR son "recursos genéticos de animales de granja" o "diversidad ganadera".
Los AnGR pueden incorporarse en poblaciones vivas o en materiales genéticos conservados, como semen o embriones crioconservados. La diversidad de los recursos zoogenéticos incluye la diversidad a nivel de especie, raza y dentro de la misma raza. Actualmente se conocen 8.800 razas diferentes de aves y mamíferos dentro de 38 especies utilizadas para la alimentación y la agricultura. Las principales especies animales utilizadas para la producción alimentaria y agrícola son el ganado vacuno, ovino, caprino, pollos y porcinos. En el mundo de la ganadería, estas especies a menudo se denominan "las cinco grandes". Algunas especies menos utilizadas incluyen la dromedario, el burro, el camello bactriano, el búfalo, el conejillo de indias, el caballo, el conejo y el yak, ganso, pato, avestruz, perdiz, faisán, paloma y pavo.

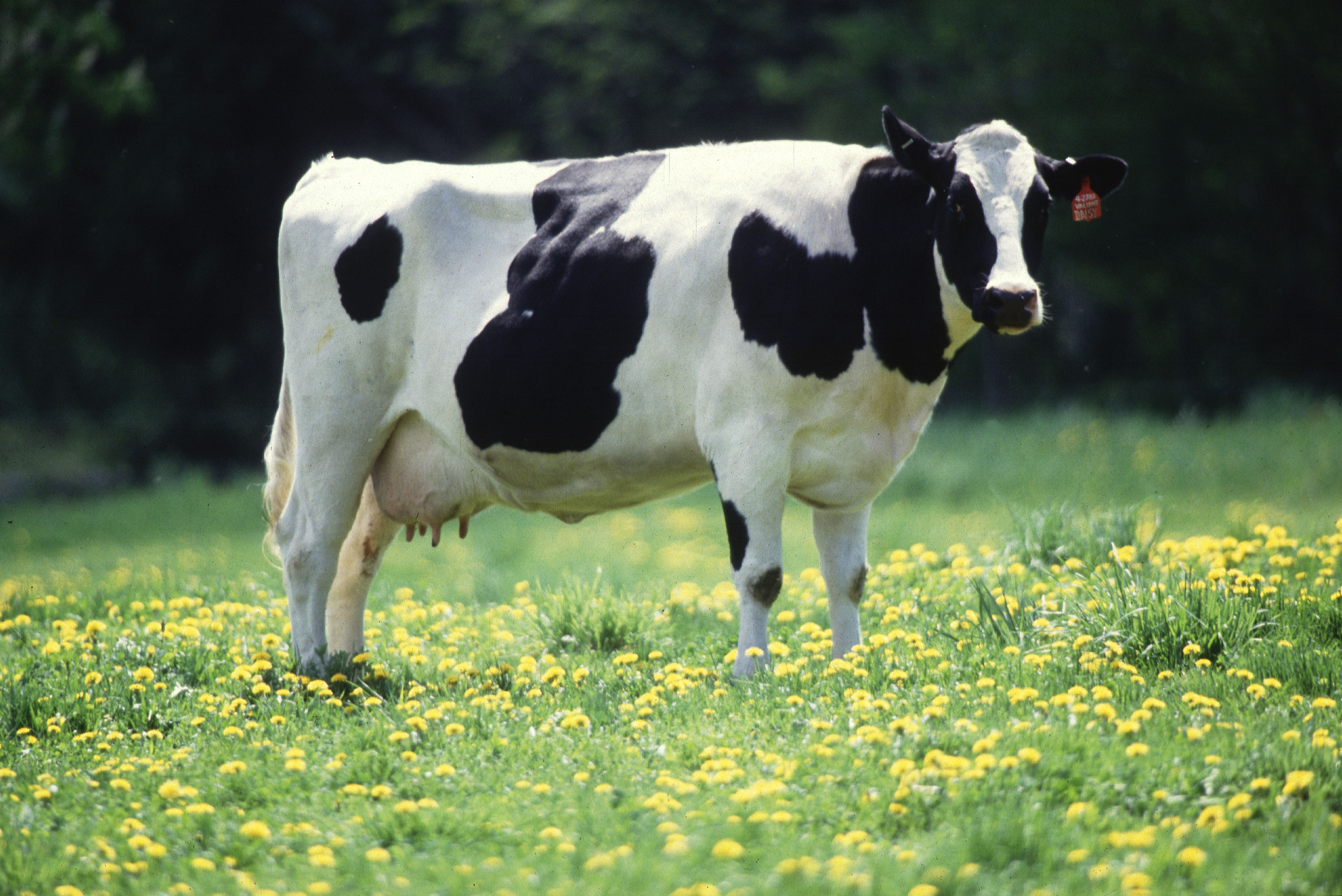
Ganado
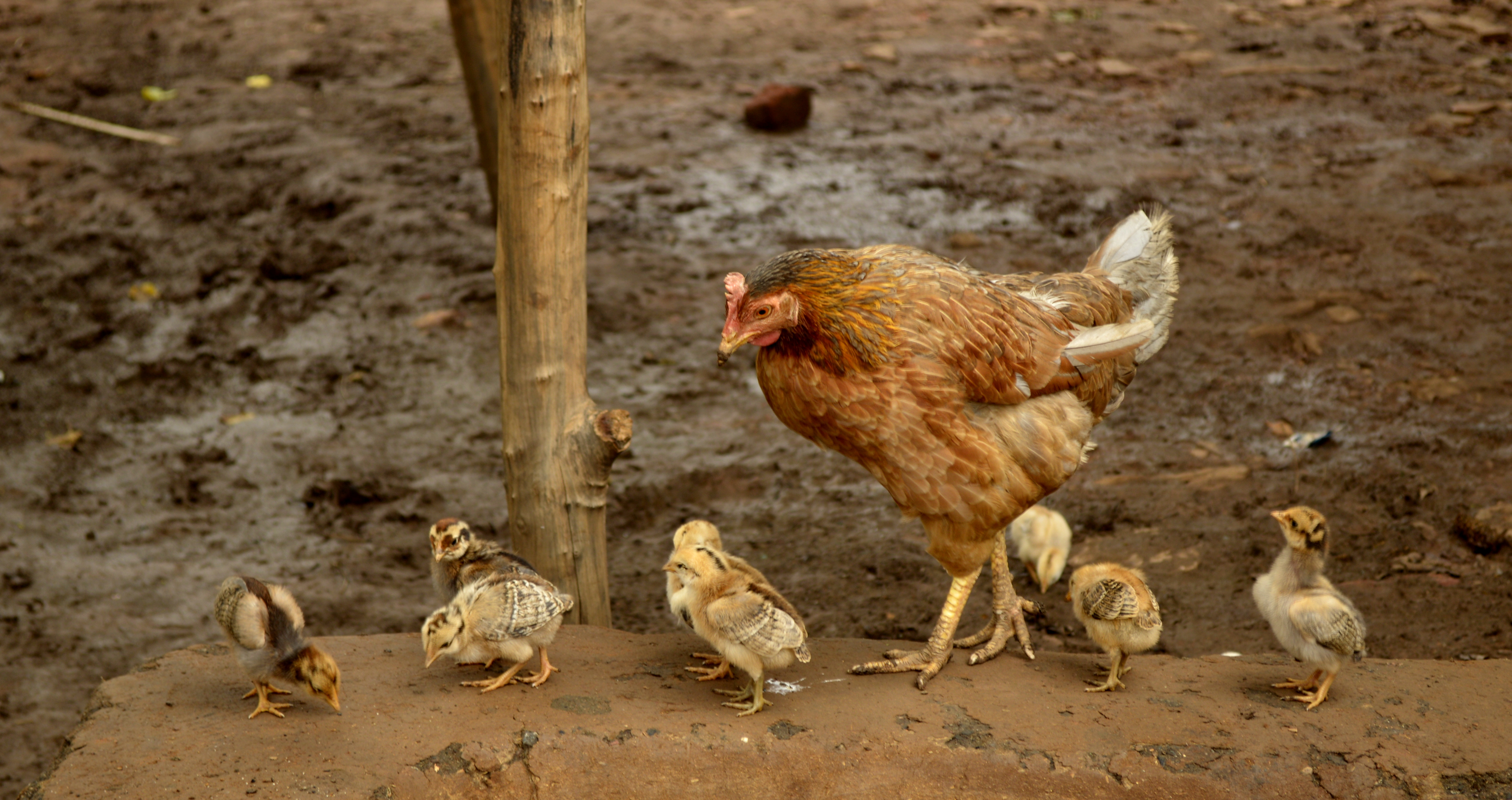
Pollo
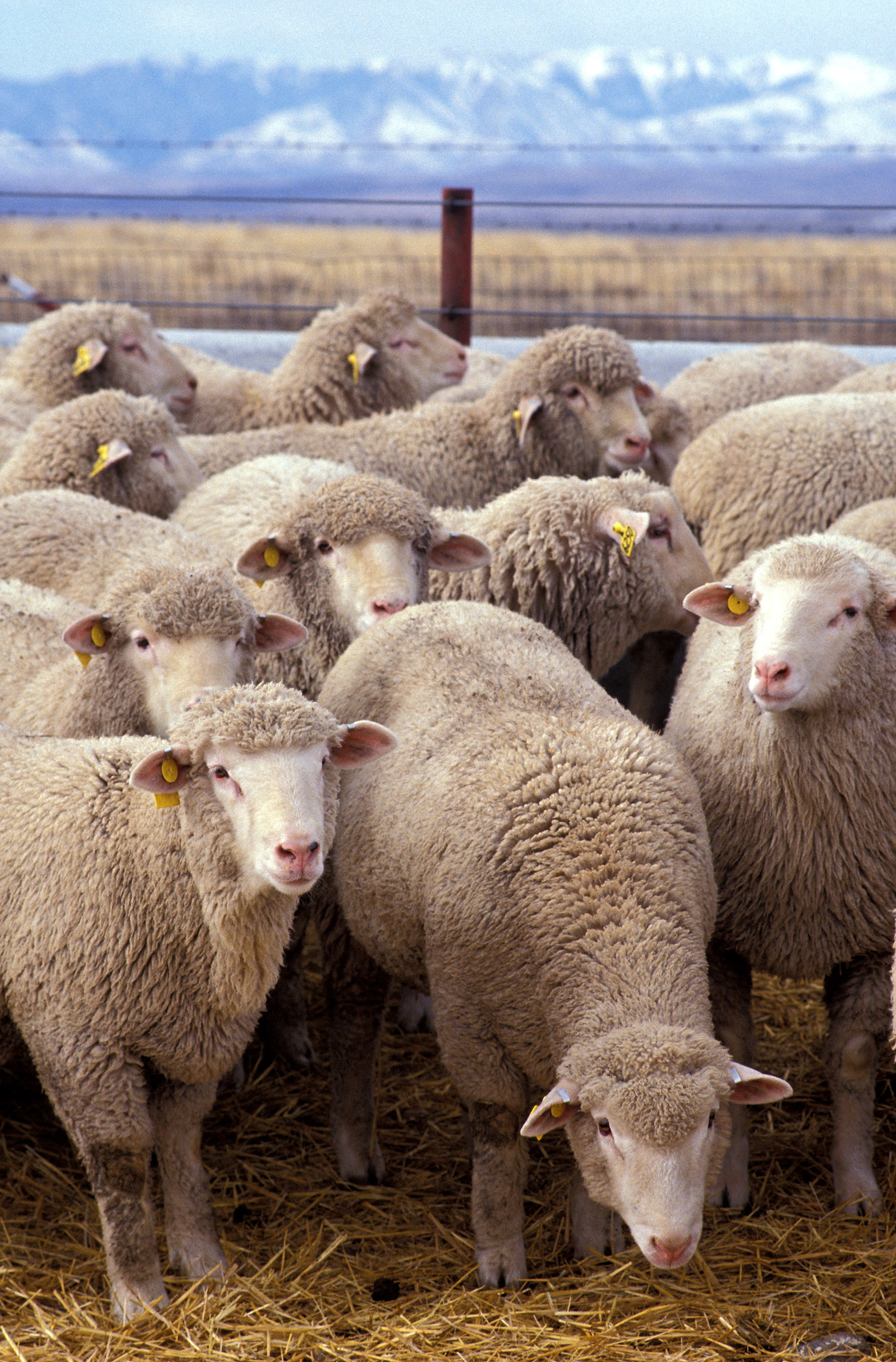
Oveja
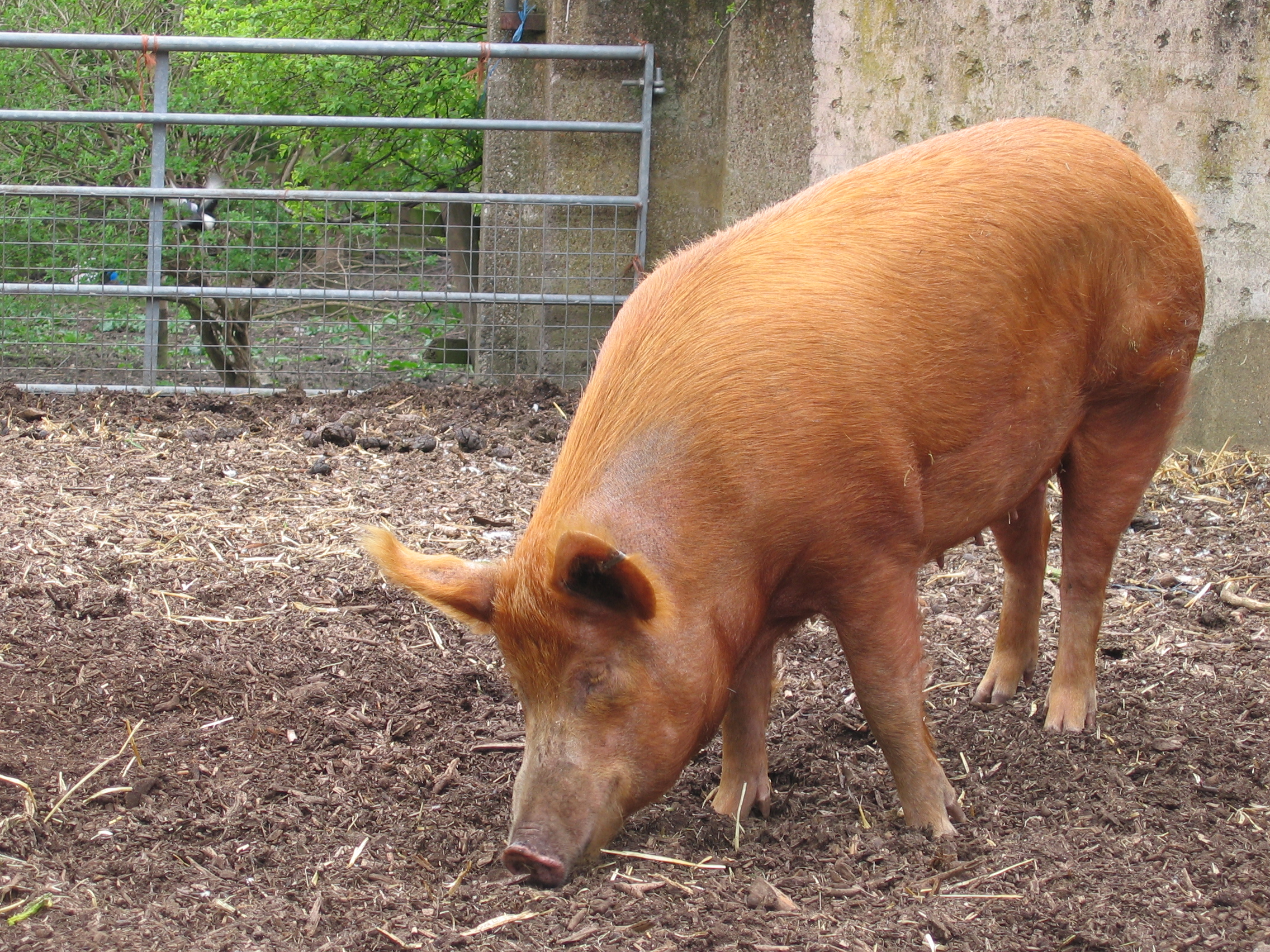
Cerdo
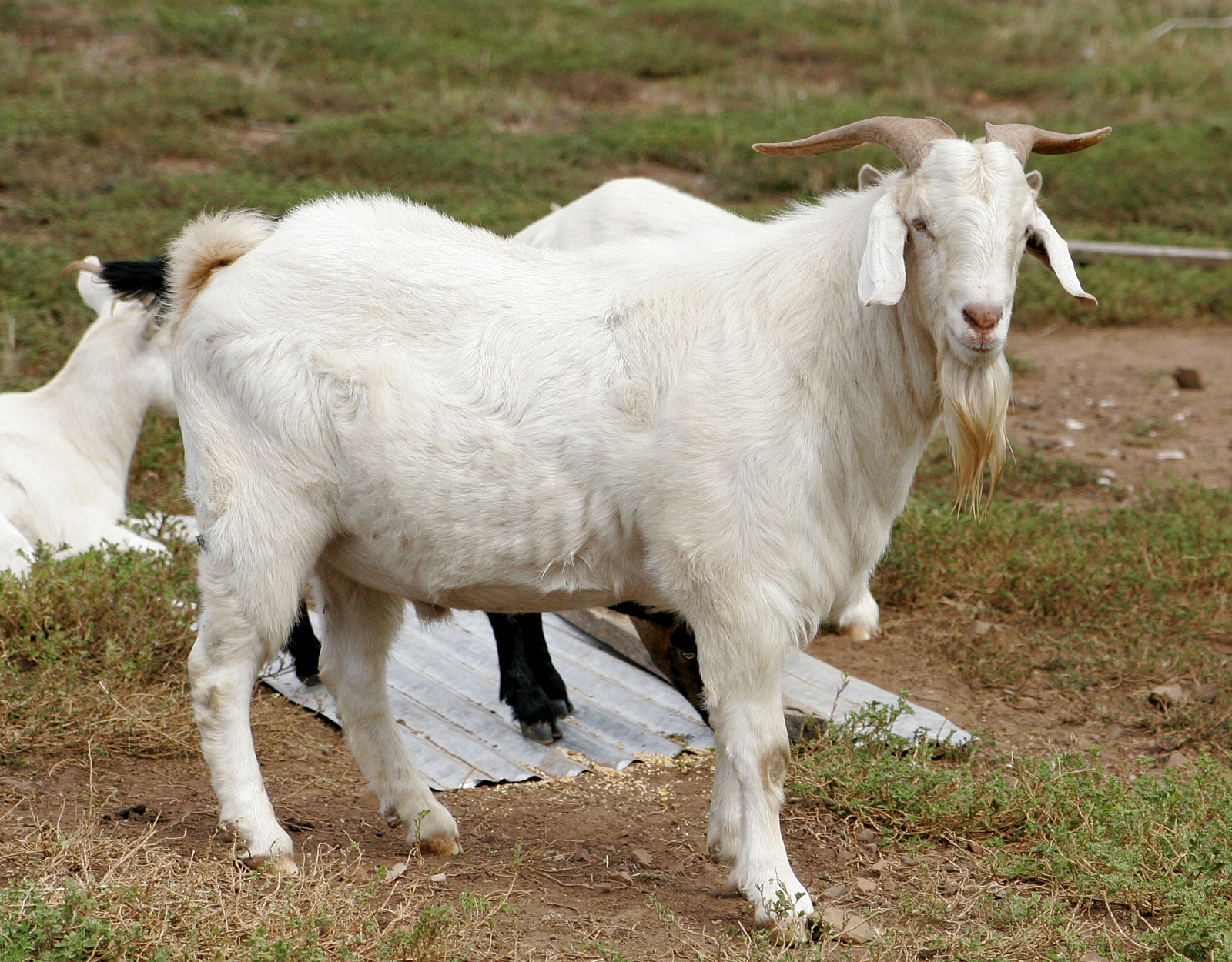
Cabra

## Historia de los recursos zoogenéticos
La historia de los recursos zoogenéticos comienza hace unos 12.000 a 14.000 años. La domesticación de las principales especies agrícolas y ganaderas en el período neolítico temprano cambió nuestra evolución y estilos de vida humanos. Esta capacidad de controlar la producción de alimentos provocó importantes cambios demográficos, tecnológicos, políticos y militares. Consecutivamente, miles de años de selección natural y humana, deriva genética, endogamia y mestizaje han contribuido a la diversificación de los recursos zoogenéticos y aumentado la variedad de entornos y sistemas de producción en los que se lleva a cabo la cría de ganado. Se han domesticado relativamente pocas especies; de las 148 especies no carnívoras del mundo que pesan más de 45 kg, solo 15 han sido domesticadas con éxito. La proporción de aves domésticas utilizadas para la alimentación y la agricultura es incluso menor: 10 de cada 10.000. La razón por la que estos números son tan bajos es porque es raro encontrar especies con todos los rasgos fisiológicos y de comportamiento necesarios para la domesticación. Estos rasgos incluyen la falta de agresión hacia los humanos, un fuerte instinto gregario, una jerarquía de dominio de "seguir al líder", una tendencia a no entrar en pánico cuando se le molesta, una dieta que los humanos (herbívoros) pueden suministrar fácilmente, una tasa de crecimiento rápida, relativamente intervalos cortos entre nacimientos y gran tamaño de camada.
Además de su domesticación inicial, la dispersión y migración de estas especies domesticadas ha tenido un impacto igualmente importante en la configuración de la composición de la diversidad ganadera. El proceso de migración probablemente varió entre regiones, pero ciertamente involucró el movimiento de poblaciones humanas y los intercambios culturales entre poblaciones. Para mirar hacia atrás y determinar dónde ocurrió la domesticación del ganado, la información osteométrica de los sitios arqueológicos y los estudios del ADN del ganado antiguo son herramientas útiles.
Otros factores, como las mutaciones, la deriva genética y naturales y artificiales selección también han desempeñado un papel en la formación de la diversidad de las poblaciones de ganado. A medida que las poblaciones de animales migraron lejos de sus sitios originales de domesticación, se formaron subpoblaciones mediante el aislamiento geográfico y genético. El mestizaje dentro de estas subpoblaciones entre individuos que prosperaron en las condiciones ambientales locales predominantes (y, por lo tanto, fueron más capaces de reproducirse) contribuyó a la formación de distintos grupos de animales, conocidos como razas. Este aislamiento de subpoblaciones permitió el aumento simultáneo de la diversificación entre estas subpoblaciones y el aumento de la uniformidad dentro de ellas. La intervención humana a través de la selección artificial de animales con características deseables aumentó aún más la diferenciación y uniformidad dentro de las razas. Los ejemplos de rasgos que han sido seleccionados deliberadamente por humanos incluyen la tasa de crecimiento, la producción de leche o huevos, el color del pelaje, la calidad de la carne y la edad de madurez, entre muchos otros. El proceso de selección artificial ha sido la razón principal de las ganancias en la producción de razas comerciales, mientras que la adaptación del ganado autóctono a entornos diversos y desafiantes (selección natural) ha sido el factor principal para su supervivencia y valor de producción continuos. En general, la selección, ya sea natural o artificial, generalmente resulta en una variación genética reducida.
Durante los últimos 250 años, los mayores cambios en la diversidad ganadera y la creación de razas formales se han producido principalmente debido a los cambios que comenzaron en Inglaterra a finales del siglo XVIII. Estos cambios han incluido el desarrollo de un registro sistemático del pedigrí y el rendimiento y la aplicación de objetivos de reproducción específicos. Esto condujo a la fijación de rasgos específicos de la raza y a un aumento de la productividad. Algunas razas se cruzaron como poblaciones distintas y aisladas, mientras que muchas razas continuaron interactuando entre sí como resultado de cruzamiento intencional o introgresión involuntaria. Antes de finales del siglo XIX, varias razas habían sido absorbidas por otras poblaciones. En el siglo XIX, los ferrocarriles y los barcos de vapor aumentaron el transporte de ganado a larga distancia. Después de la Segunda Guerra Mundial, la inseminación artificial se hizo común en la cría de ganado y porcino. Como resultado de estos desarrollos, un número limitado de razas comerciales transfronterizas, como la vaca Holstein y el cerdo blanco grande, se han generalizado y hoy en día dominan cada vez más la producción ganadera a nivel mundial. Por lo tanto, comprender los orígenes y la historia de la distribución del ganado es fundamental para mantener su utilización actual y la conservación a largo plazo como recursos.

## Beneficios y usos de la diversidad ganadera
El gran número de razas de ganado y la diversidad genética dentro de ellas significa que los recursos zoogenéticos tienen un valor sustancial para la sociedad. Las diferentes razas proporcionan una amplia gama de productos y servicios animales en beneficio de la humanidad. La diversidad de los recursos zoogenéticos permite que el ganado se críe con éxito en una amplia gama de entornos diferentes y sustenta el suministro de una gama de diferentes productos y servicios: desde carne, leche y huevos hasta combustible, estiércol y tracción.

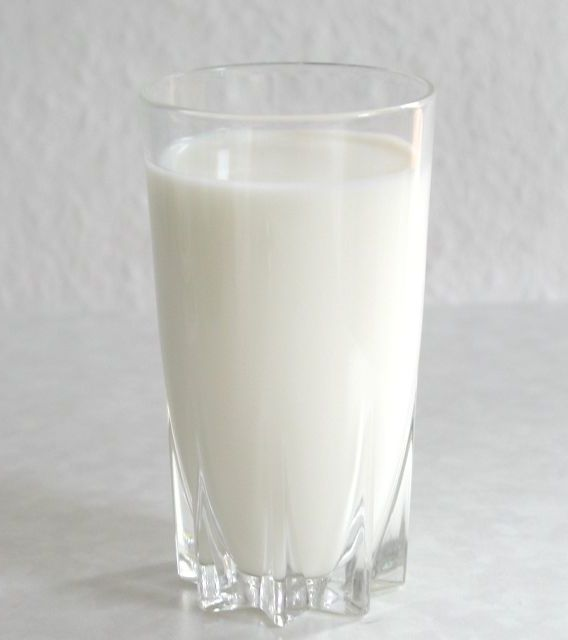
Leche
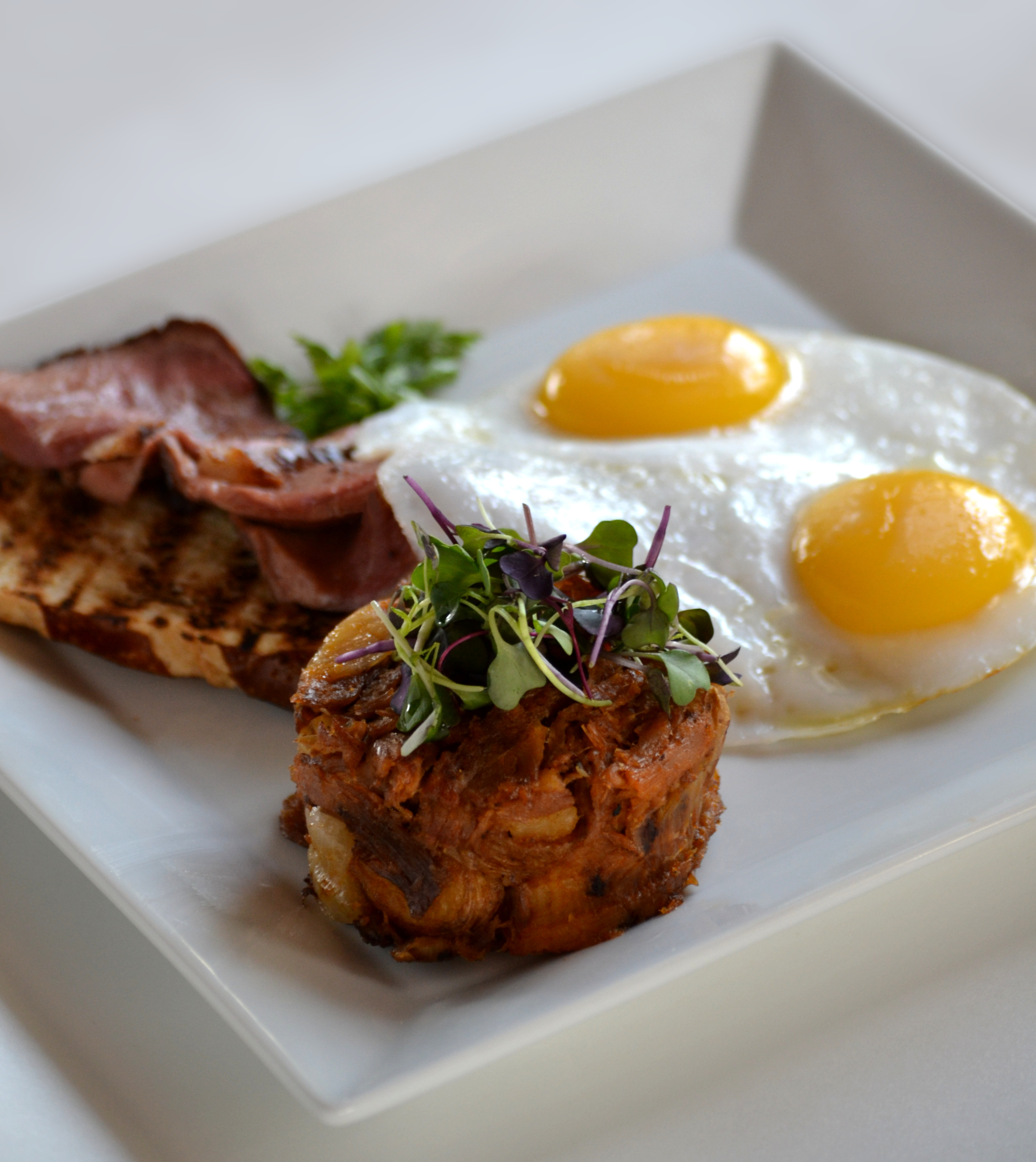
Carne y huevos
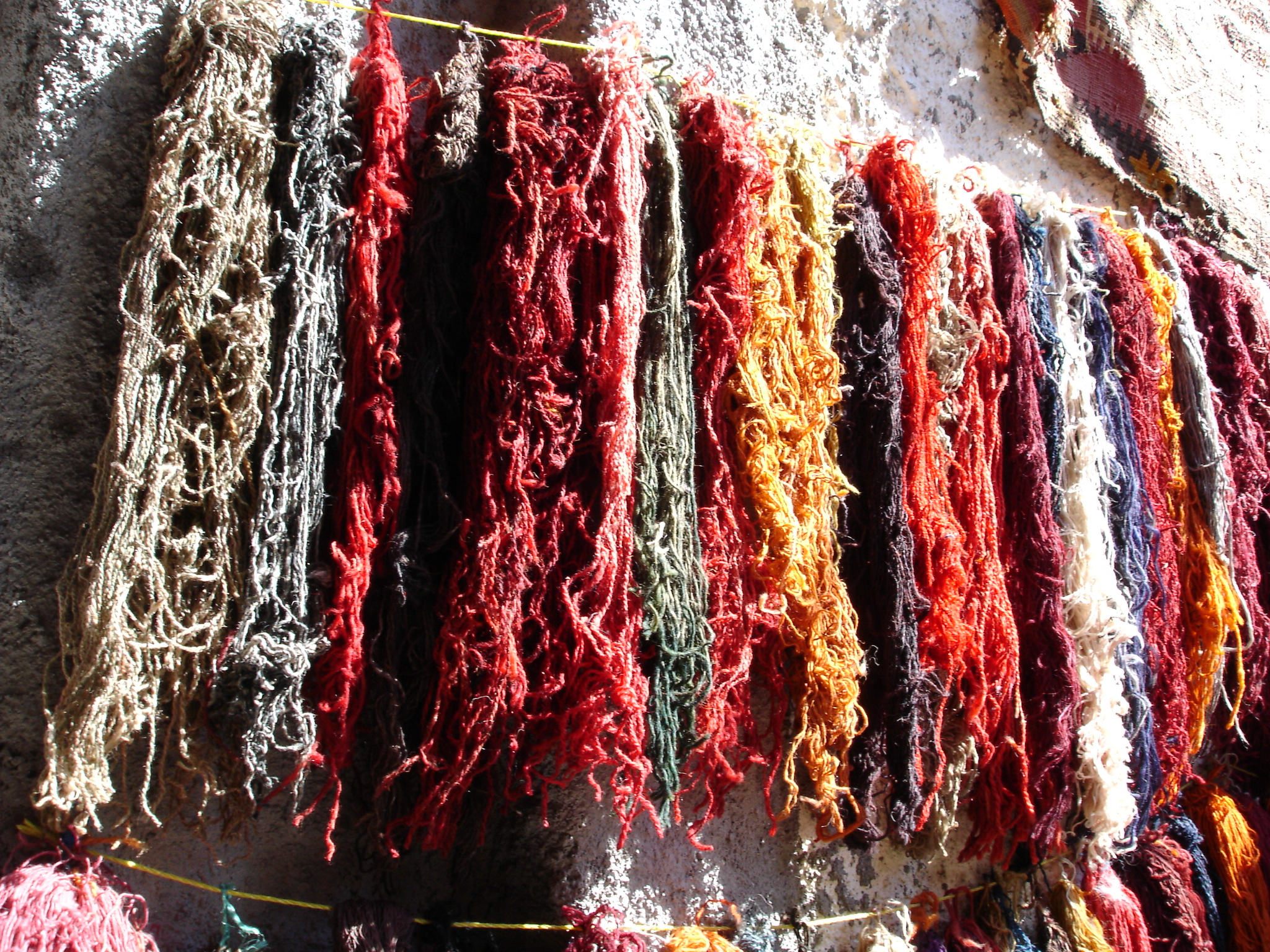
Lana teñida
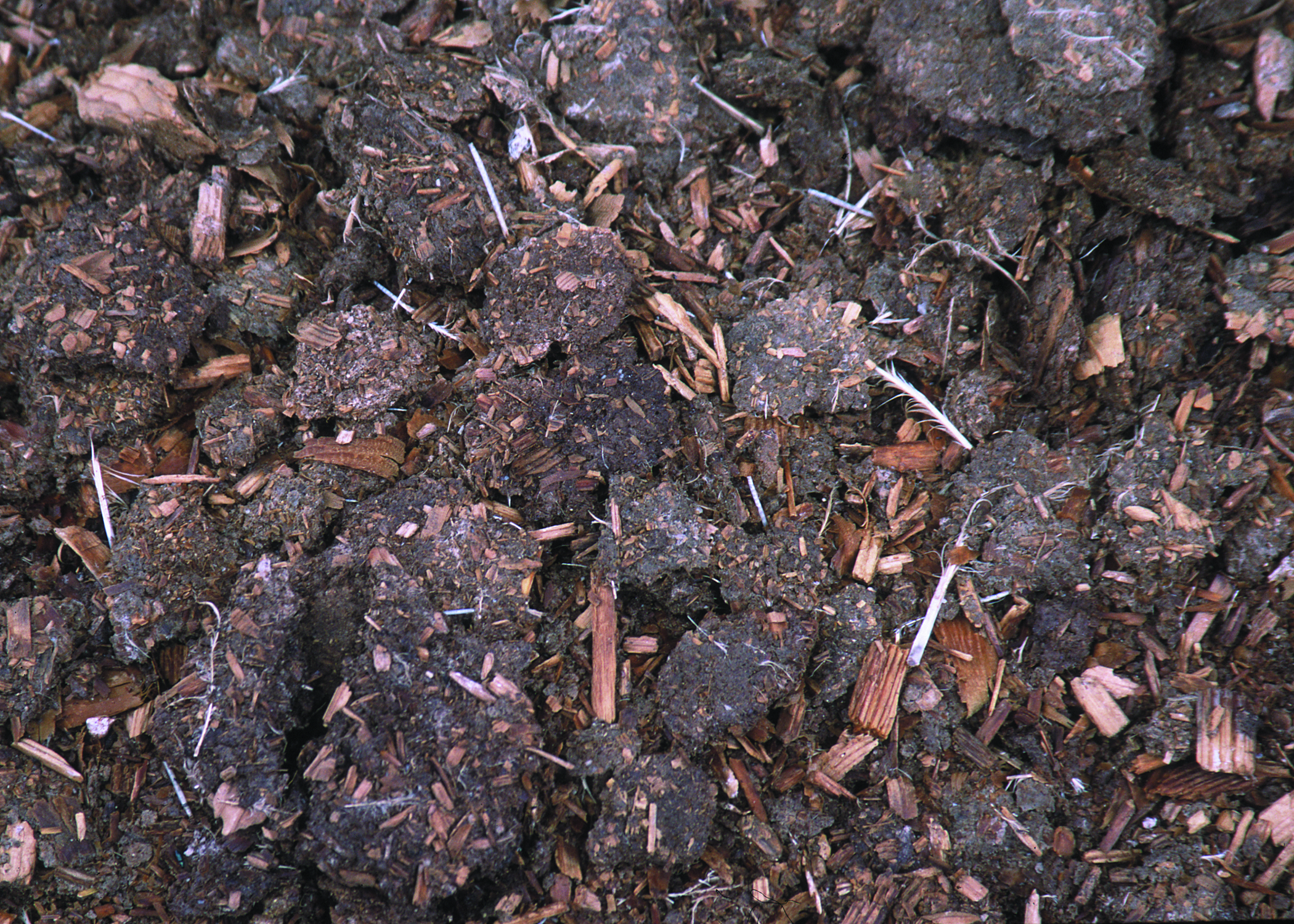
Estiércol utilizado como fertilizante
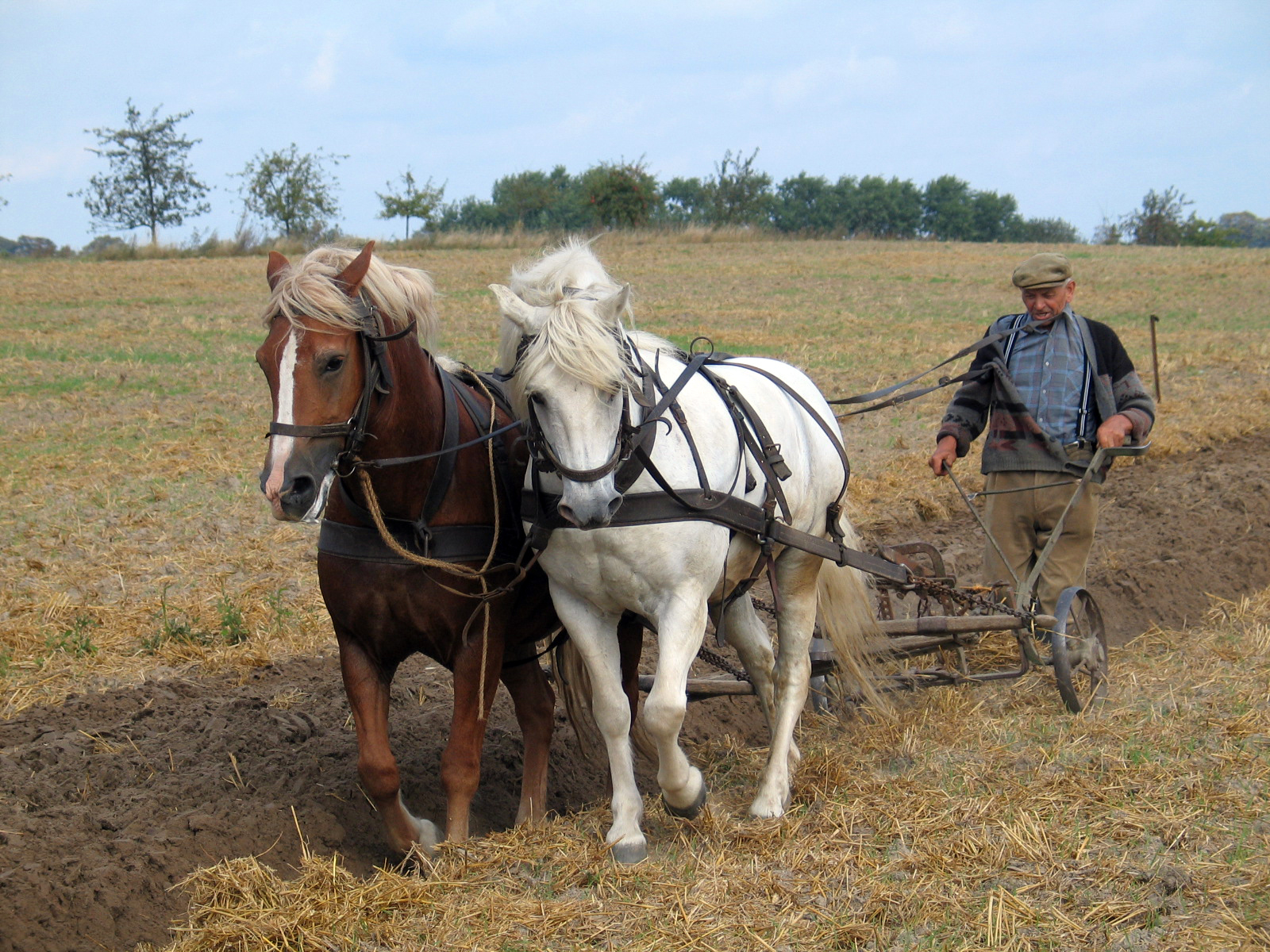
Poder de tiro

La diversidad también permite la flexibilidad de cambiar los objetivos de reproducción si es necesario y enfatizar rasgos alternativos en respuesta a cambios en los mercados u otras condiciones. Por ejemplo, la vaca Holstein Friesian, que se usa ampliamente para la producción de leche entera. Los cambios en la disponibilidad de alimento de cereales o la demanda de leche con bajo contenido de sólidos pueden disminuir la ventaja de la cría de vacas Holstein.
Diferentes razas producen lana, pelos y cuero específicos. para ropa, alfombras y muebles y, a menudo, son la base de las prendas tradicionales.
Las razas locales que fueron desarrolladas por una comunidad determinada a menudo tienen un gran significado cultural para esa comunidad. El ganado es a menudo una fuente de riqueza y es fundamental para su mantenimiento. Aparecen con frecuencia en el arte y a menudo desempeñan un papel clave en las costumbres tradicionales, como ceremonias religiosas, eventos deportivos y bodas. Los servicios de los ecosistemas culturales también crean importantes oportunidades económicas en campos como el turismo (incluido, en el contexto de la alimentación y la agricultura, las vacaciones en granjas y las visitas a áreas con paisajes agrícolas o forestales históricos o escénicos) y la caza recreativa.
Las razas que se han desarrollado principalmente a través de la selección natural han evolucionado de manera efectiva con sus entornos y generalmente brindan servicios ecosistémicos, como la gestión del paisaje, el control de la vegetación y la promoción de la biodiversidad, que son fundamentales para mantener esos paisajes.  Por ejemplo, la oveja Engadine, que estuvo cerca de la extinción en la década de 1980, hoy ayuda a preservar pastizales centenarios en los Alpes comiendo arbustos invasores. El pastoreo de ganado también ayuda a secuestrar carbono al eliminar el material vegetal y fomentar el rebrote y, por lo tanto, el movimiento del carbono del aire a la materia orgánica del suelo.
Una mayor diversidad ganadera permite a los seres humanos estar mejor preparados para afrontar los retos futuros, como el cambio climático. Tener acceso a una variedad de diversas características del ganado puede permitir una mayor capacidad para hacer frente a climas severos y enfermedades emergentes. Los animales con habilidades de adaptación únicas, como la resistencia o tolerancia a enfermedades y plagas, o la capacidad de prosperar con una mala alimentación y hacer frente a climas secos o cálidos, pueden ayudar a los humanos a ser más resistentes a los cambios climáticos. Dentro de las razas, una mayor diversidad genética permite una selección continua para mejorar un rasgo determinado, como la resistencia a enfermedades.

### Valores de los recursos zoogenéticos
"Desde una perspectiva económica formal, los AnGR pueden tener varios tipos diferentes de valor para la conservación. Estos valores pueden clasificarse de la siguiente manera
- Valor de uso directo: resulta de los beneficios obtenidos de la utilización de los recursos zoogenéticos, como la producción de leche o carne.
- Valor de uso indirecto: resulta de la provisión de apoyo o protección a otras actividades que producen beneficios, como mediante la provisión de servicios ecosistémicos de regulación y apoyo (por ejemplo, ciclo de nutrientes del suelo, dispersión de semillas, control de incendios).
- Valor de la opción: resulta de los beneficios potenciales de tener un recurso determinado disponible para el futuro; por ejemplo, disponer de variabilidad genética que pueda utilizarse para responder a los cambios ambientales y del mercado.
- Valor legado: resulta de los beneficios que podrían obtenerse del conocimiento de que otros pueden obtener beneficios del recurso zoogenético en el futuro.
- Valor de existencia: resulta únicamente de la satisfacción de saber que existe un determinado recurso zoogenético, incluso si no se puede derivar de él ningún otro tipo de valor.

El aumento del valor de uso directo contribuirá a la sostenibilidad económica de una raza y, por lo tanto, al potencial de actividades de conservación exitosas ".

## Amenazas a la diversidad ganadera
El ganado Pantaneiro de Brasil es solo un ejemplo de muchos en riesgo de extinción. A pesar de la importancia de los recursos zoogenéticos, su diversidad ha ido disminuyendo continuamente con el tiempo.
"Factores como causas de la erosión genética:
- (Indiscriminante) mestizaje.
- Introducción / mayor uso de razas exóticas.
- Falta o debilidad de políticas, programas o instituciones de gestión de los AnGR.
- Razas no rentables / competitivas o con bajo rendimiento.
- Intensificación de la producción o declive de los sistemas de producción. tradicionales o pequeñas explotaciones.
- Manejo de enfermedades / enfermedades.
- Pérdida / falta de tierras de pastoreo u otros elementos del entorno de producción.
- Consanguinidad u otros problemas en el manejo de la cría.
- Migración del campo / adopción de empleos alternativos.
- Cambios en la demanda / hábitos de los consumidores / minoristas.
- Mecanización.
- No se aprecia el valor de las razas adoptadas localmente.
- Factores económicos / de mercado no especificados.
- Cambio climático.
- Globalización, liberalización comercial o importaciones.
- Falta de infraestructura o apoyo para la producción, el procesamiento o la comercialización.
- Agricultores envejecidos o falta de interés entre la generación joven ".[11]

Una de las mayores amenazas para la diversidad del ganado es la presión de los sistemas de producción comercial a gran escala para mantener solo razas de alto rendimiento. Estudios moleculares recientes han revelado que la diversidad de las poblaciones de ganado autóctono actual supera con creces la encontrada en sus contrapartes comerciales.
Se está estudiando el cambio climático y su impacto en la ganadería. Los cambios en el clima afectarán la producción ganadera y alimentaria de muchas formas. En África, se predice que diferentes regiones experimentarán diferentes cambios en los patrones climáticos. Por ejemplo, se pronostica que partes de Madagascar y Mozambique tendrán una temporada de lluvias más seca que la media, mientras que en el norte de África central se espera una temporada de diciembre a enero más húmeda.
Algunas de las principales amenazas de enfermedades que enfrenta actualmente el ganado incluyen la peste bovina, la fiebre aftosa y la peste de los pequeños rumiantes (PPR), también conocida como peste de las ovejas y las cabras.

## Estado actual de los recursos zoogenéticos del mundo

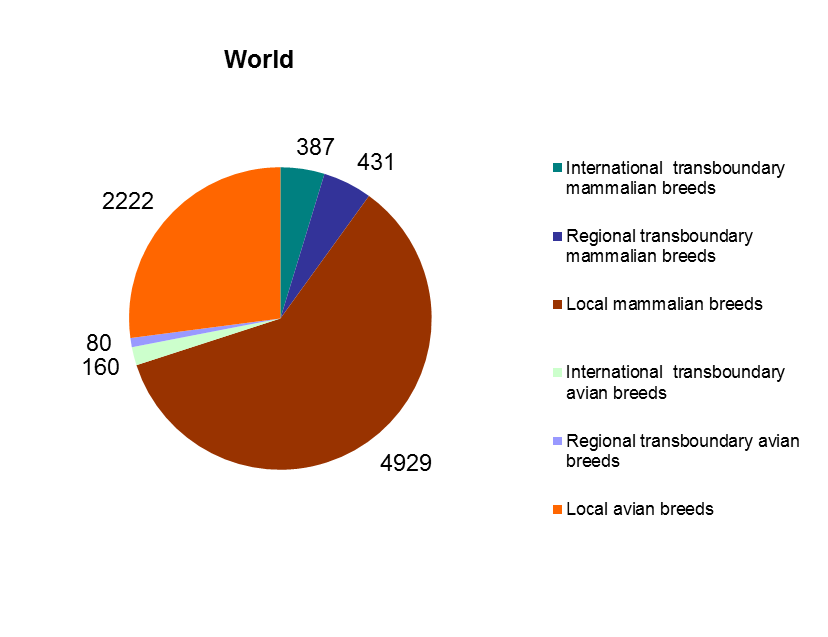
Número de razas locales y transfronterizas a nivel mundial 2018

La Organización de las Naciones Unidas para la Alimentación y la Agricultura (FAO) ha tomado la iniciativa y ha publicado dos evaluaciones mundiales de la biodiversidad ganadera: El estado de los recursos zoogenéticos mundiales para la alimentación y la agricultura (2007) y el segundo informe sobre el estado de la fauna animal en el mundo. Recursos genéticos para la alimentación y la agricultura (2015).
Aunque actualmente hay muchas especies y razas de animales diversas disponibles para la producción alimentaria y agrícola, queda más trabajo por hacer para clasificar su riesgo de extinción: en 2014, el 17% de las razas de animales de granja del mundo están en riesgo de extinción y el 58% tienen un estado de riesgo desconocido, lo que significa que el problema puede estar subestimado. La reserva mundial de recursos zoogenéticos también se está reduciendo en la actualidad, con una pérdida rápida y descontrolada de razas y, en conjunto, de sus genes, a menudo no caracterizados. Casi 100 razas de ganado se extinguieron entre 2000 y 2014. Con la pérdida de estas razas viene la pérdida de sus rasgos adaptativos únicos, que a menudo están bajo el control de muchos genes diferentes e interacciones complejas entre el genotipo y el medio ambiente. Para proteger estos rasgos únicos y la diversidad que permiten, se deben realizar esfuerzos globales de colaboración para la caracterización y gestión de estos recursos genéticos. A diferencia de las plantas, que se pueden conservar fácilmente en bancos de semillas, una gran parte de la diversidad genética del ganado depende de las poblaciones vivas y sus interacciones con el medio ambiente.
Se está avanzando en la caracterización y gestión de los recursos zoogenéticos para la alimentación y la agricultura. Los recientes avances en genética molecular han proporcionado datos sobre la historia y el estado actual de los recursos zoogenéticos. Se están utilizando marcadores genéticos y estudios moleculares para caracterizar la diversidad del ganado y para reconstruir los eventos que han dado forma a los patrones de diversidad actuales, incluida la ascendencia, las migraciones prehistóricas e históricas, la mezcla y el aislamiento genético. La exploración del pasado es fundamental para comprender las tendencias y caracterizar mejor el estado actual de los recursos zoogenéticos. En 2009, seis años después de la finalización del proyecto del genoma humano, el ganado se convirtió en una de las primeras especies de ganado en tener un genoma completamente mapeado.
Algunas conclusiones generales de estudios moleculares recientes muestran que las razas individuales solo difieren típicamente en un 40% en la composición molecular genética total; las especies difieren en aproximadamente el 80% de su material genético. Además, las razas con rasgos bien definidos y apreciados tienden a ser endogámicas y tienen una baja diversidad genética, mientras que las poblaciones locales no descritas tienden a tener una alta diversidad genética molecular.

## Gestión de los recursos zoogenéticos

### Caracterización de los recursos zoogenéticos
La caracterización de los recursos zoogenéticos es un requisito previo para su gestión. Los avances en genética molecular nos han proporcionado herramientas para comprender mejor el origen y la diversidad del ganado. Existen muchas tecnologías capaces de determinar perfiles genéticos, incluida la secuenciación del genoma completo, secuenciación de escopeta, secuenciación de ARN y el análisis de microarrays de ADN. Estas técnicas nos permiten mapear genomas y luego analizar sus implicaciones a través de bioinformática y análisis estadístico. Los estudios de genética molecular, especialmente los estudios de asociación de todo el genoma y la secuenciación de todo el genoma, permiten vincular los rasgos adaptativos a regiones genómicas, genes o incluso mutaciones. Por ejemplo, el tamaño del cuerno, la calidad de la carne, la marcha y el crecimiento prenatal en el ganado tienen genes únicos responsables de estos rasgos fenotípicos.
Las regiones específicas de ADN, como los locus de rasgos cuantitativos (QTL), incluyen genes que afectan los rasgos observables y, por lo tanto, tienen asociaciones estadísticamente detectables con esos rasgos. Sin embargo, los polimorfismos de ADN que no están vinculados a rasgos específicos ahora se usan más comúnmente como marcadores para estudios de diversidad genética. Se pueden obtener diferentes niveles de información sobre diversidad genética a partir de diferentes tipos de marcadores genéticos. Por ejemplo, los polimorfismos autosómicos se utilizan para estimaciones de diversidad de poblaciones, estimación de relaciones genéticas y mezcla genética de poblaciones , mientras que los polimorfismos de ADN mitocondrial se utilizan para detectar regiones geográficas de domesticación, reconstruir las rutas migratorias y el número de fundadoras. Es posible extraer tales inferencias porque las secuencias de ADN mitocondrial se transfieren solo a través de los óvulos de la hembra.
Algunas conclusiones generales de estudios moleculares recientes muestran que las razas individuales dentro de las especies muestran una variación de solo alrededor del 1% del genoma, mientras que la variación del material genético entre especies es de alrededor del 80%. Además, las razas con rasgos bien definidos y apreciados tienden a ser endogámicas y tienen una baja diversidad genética, mientras que las poblaciones locales no descritas tienden a tener una alta diversidad genética molecular.

### Uso sostenible de los recursos zoogenéticos

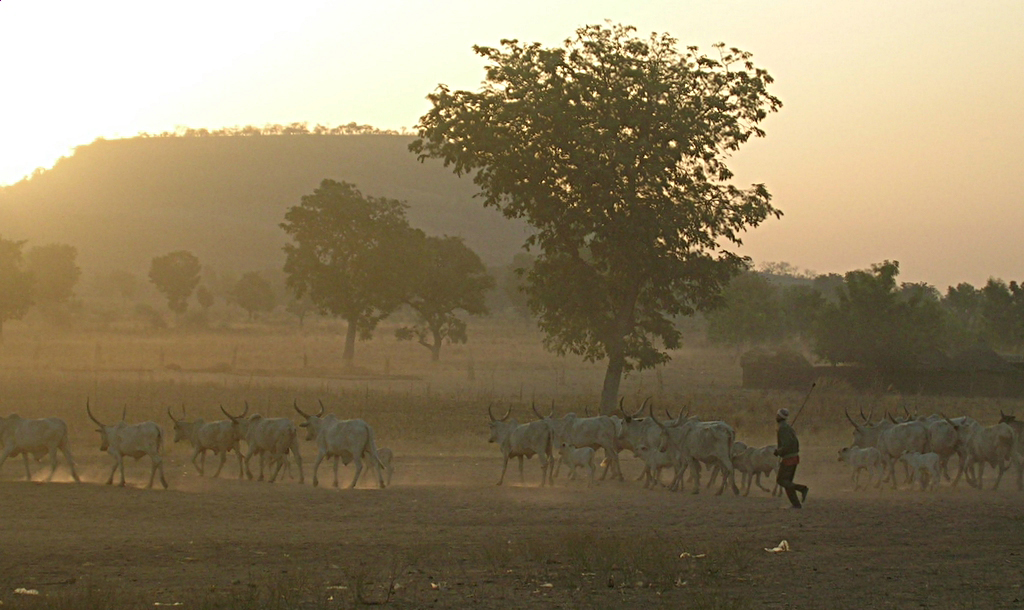
Pastoralismo

Hay muchas formas de cría de ganado, y todas tienen sus pros y sus contras en cuanto al mantenimiento de la diversidad genética. Los sistemas varían desde completamente controlados por humanos hasta salvajes. Se diferencian en términos de manejo animal, tratamiento animal, impacto ambiental e infraestructura de mercado.

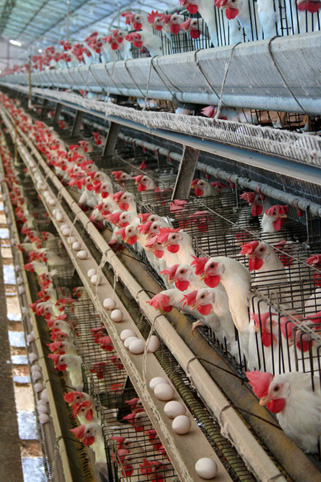
Cría intensiva de pollos

Producción ganadera industrial
Producción ganadera industrial o la ganadería intensiva emplea sistemas a gran escala, principalmente sin tierras. Los animales están separados de la tierra donde se produce su alimento y su entorno está altamente controlado por intervenciones de manejo. Dado que una gran mayoría de consumidores demanda productos de bajo costo, la producción ganadera industrial se ha vuelto común. Sin embargo, existen varios problemas con los sistemas de producción ganadera industrial que incluyen enfermedades, uso de antibióticos y el tratamiento ético de los animales. Vivir en jaulas densamente pobladas o en espacios pequeños hace que los animales sean más propensos a la transmisión de enfermedades de un animalpárrafo
Producción ganadera a pequeña escala
La producción ganadera a pequeña escala implica ciclos de producción menos intensivos, acceso al aire libre o pastos, un uso normalmente juicioso de antibióticos y una conexión con los nichos de mercado locales. Este tipo de producción ganadera se puede mantener en entornos rurales y periurbanos. Hay ventajas y desventajas para cada uno. Si bien es más difícil y costoso encontrar tierras para el ganado en entornos periurbanos, la incorporación de ganado a las granjas de pequeña escala puede aumentar en gran medida el suministro local de alimentos, reducir los desechos del jardín y proporcionar estiércol. Los entornos periurbanos también pueden proporcionar un excelente forrajeo para abejas, con menos exposición a las plagas, enfermedades e incluso pesticidas que pueden ser devastadores para una colonia. Por el contrario, la producción ganadera rural en pequeña escala es tradicionalmente más común y permite operaciones a mayor escala (aunque mucho más pequeñas que los sistemas industriales). Sin embargo, el acceso a los mercados formales, tanto para adquirir insumos como para vender productos, es fundamental para la sostenibilidad económica. Los vínculos estrechos entre las zonas rurales y urbanas son importantes para superar las limitaciones de la escasez de piensos y aprovechar mejor las ventajas de cada sistema.
Agricultura mixta
Agricultura mixta sistemas implican la cría de ganado integrada con otras actividades agrícolas. Estos sistemas son similares a los sistemas a pequeña escala, pero tienden a estar en un entorno más rural, dada la necesidad de grandes extensiones de tierra para la producción de cultivos. Como ocurre con la producción ganadera en pequeña escala, el acceso a los mercados formales es fundamental.
Producción ganadera o basada en pasto
Estos sistemas giran en torno al acceso a pastizales de propiedad privada o alquilados, de los que se alimenta el ganado rumiante. En general, el ganadero tiene un hogar fijo y los animales se mueven por la propiedad según sea necesario para obtener pasto recién crecido.
Pastoralismo
El pastoreo juega un papel importante en el manejo del ganado y la seguridad alimentaria, ya que los pastores pueden producir alimentos donde no pueden crecer cultivos. Este sistema generalmente se basa completamente en pastizales de propiedad pública. Los pastores mueven sus rebaños de ganado según la temporada, lo que también se conoce como trashumancia. Los pastores nómadas siguen un patrón de movimiento irregular. Los problemas actuales que enfrentan los pastores incluyen el conflicto por los derechos a la tierra, el acceso al agua, los recursos alimentarios limitados, la integración en los mercados globales y las enfermedades animales. Se cree que el cambio climático daña a los pastores, pero la evidencia sugiere que las causas fundamentales de las disputas por la tierra son históricas y políticas, más que relacionadas con el clima.Los derechos a la tierra son un problema para los pastores, ya que muchos gobiernos y organizaciones, incluidos los esfuerzos de conservación, pueden restringir su acceso a recursos y tierras valiosas.

Conservación de los recursos zoogepárrafo
Para algunas razas, las oportunidades de uso sostenible son limitadas. Para tales razas, para asegurar que su diversidad genética crítica no se pierda, se requieren programas de conservación. Se pueden aplicar varios enfoques para la conservación, incluida la conservación in situ con poblaciones de animales vivos y la conservación ex situ o crioconservación implica la congelación de materiales genéticos. En muchos casos, ambos enfoques se utilizan de manera complementaria. Para establecer y fortalecer estos programas, se deben realizar más investigaciones sobre métodos y tecnologías, especialmente para las especies de ganado menos comunes, y se requiere una mayor inversión financiera.

Muchos países están aplicando programas de conservación de sus recursos zoogenéticos, al menos para algunas especies y razas. Los programas de conservación in situ son el enfoque más utilizado.

## Política de recursos zoogenéticos
La gestión de las cuestiones relativas a los recursos zoogenéticos a nivel mundial está a cargo de la Comisión de Recursos Genéticos para la Alimentación y la Agricultura (CRGAA), que es un órgano de la FAO. En mayo de 1997, la CGRFA estableció un Grupo de trabajo técnico intergubernamental sobre recursos zoogenéticos para la alimentación y la agricultura (ITWG-AnGR). Los objetivos del ITWG-AnGR son revisar la situación y las cuestiones relacionadas con la agrobiodiversidad de los recursos zoogenéticos para la alimentación y la agricultura. Con este conocimiento, puede hacer recomendaciones y asesorar a la Comisión sobre estos asuntos, y considerar el progreso resultante de las intervenciones propuestas. Este grupo trabajó con muchos socios y países para producir el Primer Informe sobre el estado de los recursos zoogenéticos, que sirvió de base para la creación del Plan de acción mundial para los recursos zoogenéticos (GPA). En 2007, 109 países adoptaron el PAM como el primer marco internacional acordado para la gestión de la biodiversidad ganadera. La CGRFA supervisa, supervisa y evalúa la aplicación del PAM. El financiamiento para este programa proviene de una amplia gama de actores, bajo los lineamientos de la Estrategia de Financiamiento para la Implementación del Plan de Acción Mundial para los Recursos Zoogenéticos.
El acceso y participación en los beneficios de los recursos zoogenéticos están actualmente regulados por el Protocolo de Nagoya sobre Acceso y Participación en los Beneficios, que es un acuerdo del Convenio de 1992 sobre la Diversidad Biológica. El Protocolo de Nagoya entró en vigor el 12 de octubre de 2014 y tiene como objetivo proporcionar un marco jurídico para la distribución justa y equitativa de los beneficios derivados de la utilización de todos los recursos genéticos, incluidos los recursos zoogenéticos para la alimentación y la agricultura. Este protocolo puede tener efectos tanto positivos como negativos en el intercambio de recursos zoogenéticos entre los países signatarios.
Dentro de la Agenda 2030 para el Desarrollo Sostenible, los AnGR se abordan en la meta 2.5: "Para 2020, mantener la diversidad genética de semillas, plantas cultivadas y animales de granja y domesticados y sus especies silvestres relacionadas, incluso a través de bancos de semillas y plantas diversificados y bien gestionados. a nivel nacional, regional e internacional, y promover el acceso y la distribución justa y equitativa de los beneficios derivados de la utilización de los recursos genéticos y los conocimientos tradicionales asociados, según lo acordado internacionalmente ".
El cual es monitoreado por los siguientes indicadores:
"2.5.1: Número de recursos genéticos vegetales y animales para la alimentación y la agricultura asegurados en instalaciones de conservación a mediano o largo plazo.
2.5.2: Proporción de razas locales, clasificadas como en riesgo, sin riesgo o nivel desconocido de riesgo de extinción. "
Aunque las políticas pueden tener algunas consecuencias negativas, son importantes. La falta de políticas adecuadas puede conducir a una capacidad insuficiente para gestionar los AnGR, a una mayor pérdida de la diversidad genética y a la marginación de las partes interesadas pertinentes, como los pastores, que son actores valiosos en el mantenimiento de la diversidad ganadera.
Ayudar a regular la propiedad de los recursos genéticos y controlar su utilización es un ejemplo en el que las políticas son necesarias. El patentamiento de recursos genéticos es un enfoque que se ha aplicado. El patentamiento de recursos zoogenéticos alcanzó su punto álgido a finales de la década de 1990, centrándose en etiquetas de secuencia expresada (EST) y polimorfismos de un solo nucleótido.(SNP) con asociaciones en rasgos económicamente importantes. Los SNP son importantes en la cría asistida por marcadores para la identificación de rasgos como la calidad de la carne o la leche. Al mismo tiempo, también aumentó la actividad de patentamiento de ganado transgénico. Sin embargo, el trabajo sobre patentes y caracterización de los AnGR disminuyó drásticamente desde 2001, debido a una combinación de factores que incluyen un enfoque cada vez más restrictivo de la patentabilidad de secuencias de ADN por parte de las oficinas de patentes y la falta de mercados para productos alimenticios de animales transgénicos. Las tendencias en la actividad derivadas de los proyectos de secuenciación del genoma merecen una atención cuidadosa con respecto a sus implicaciones (positivas o negativas) para la gestión de los recursos zoogenéticos.
Están surgiendo cuestiones cada vez más complejas que requieren equilibrar los intereses de muchas partes interesadas. En una época de cambios rápidos y no regulados, el ganado y sus productos deben utilizarse de manera sostenible, desarrollarse y, en última instancia, conservarse. La planificación nacional debe integrar "asuntos del consumidor, asuntos de salud humana y la gestión de nuevas biotecnologías, así como la planificación física y espacial de la producción animal en el contexto de la expansión urbana y las áreas protegidas".
Hay muchas bases de datos en línea para políticas, leyes nacionales, tratados y reglamentos sobre alimentación, agricultura y recursos naturales renovables, incluidos los recursos zoogenéticos. FAOLEX es una de las bases de datos en línea más grandes y es administrada por la FAO.